# Wendy Carrillo

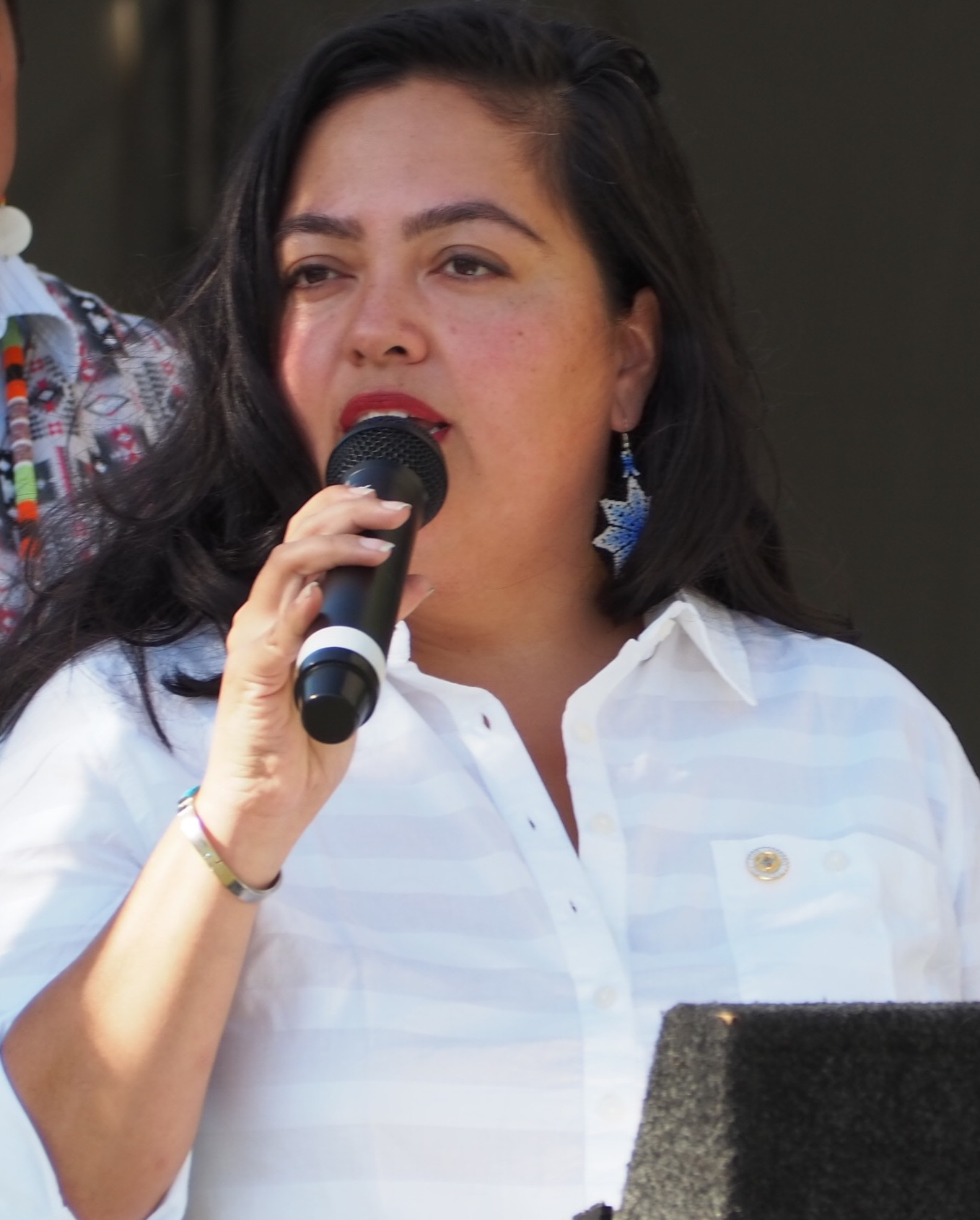
Wendy Carrillo

Wendy Maria Carrillo Dono ist eine salvadorianisch-us-amerikanische Politikerin der Demokraten. Sie vertat 2017 bis 2023 den 51. Wahlbezirk in der California State Assembly und at da den neuen 52. Wahlbezirk. Ihr Wahlbezirk umfasst den Osten von Los Angeles.

## Leben
Wendy Carrillo floh als Kind aus El Salvador. Sie studierte zunächst Kommunikationswissenschaften an der California State University, Los Angeles und schloss dieses Studium mit einem Bachelor-Grad ab. Für ihren Master in Journalismus und Politikwissenschaft studierte sie an der University of Southern California.
Sie war zwölf Jahre als Fernsehjournalistin tätig und gehörte dem Stab eines Gemeinderatsmitglieds von Los Angeles an.
Im Dezember 2017 wurde sie in die California State Assembly gewählt. Sie übernahm dort das Mandat des in den Kongress gewechselten Jimmy Gomez. In den folgenden Wahlen bis zur Wahl 2022 wurde. Sie wiedergewählt. Bei der Wahl 2024 bewarb sie sich um einen Sitzstreik im Stadtrat von Los Angeles, verlor aber in der Vorwahl als Viertplatzierte gegen Ysabel J. Jurado und Kevin de León, die in die Stichwahl im November 2024 gingen. Der Amtsinhaber de León war zwar in einen Rassismusskandal verstrickt, aber Currillo verursachte vor der Vorwahl unter Alkoholeinfluss einen Verkehrsunfall.